# پیدمانت (داکوتای جنوبی)
پیدمانت(به انگلیسی: Piedmont) شهری در ایالت داکوتای جنوبی کشور ایالات متحده آمریکا است که جمعیت آن در سرشماری سال ۲۰۱۰ میلادی، ۲۲۲ نفر بوده‌است.